# Rudolf Spanner
Rudolf Maria Spanner (ur. 17 kwietnia 1895 w Metternich, zm. 31 sierpnia 1960 w Kolonii) – członek NSDAP, patolog i profesor medycyny w Gdańsku w Instytucie Anatomii Akademii Medycznej.
Związany z produkcją „mydła z ludzi” przez Niemców w okresie II wojny światowej, którą jako pierwsi opisali Stanisław Strąbski, publikując broszurę Mydło z ludzkiego tłuszczu. Alfa i omega niemieckich zbrodni w Polsce, oraz Zofia Nałkowska – opowiadaniem Profesor Spanner, pochodzącym ze zbioru Medaliony. Oba teksty ukazały się w 1946 roku, przy czym pierwotna wersja Profesora Spannera była drukowana w numerze czternastym „Kuźnicy” z 1945 roku.

## Życiorys
Rudolf Spanner urodził się w 1895 r. w Metternich (od 1937 dzielnica Koblencji). Po zdaniu matury w 1912 r. studiował medycynę na uniwersytetach w Leuven, Genewie i Frankfurcie nad Menem. Po czteroletniej przerwie kontynuował studia w Bonn i Kolonii, otrzymując dyplom lekarski w 1920 r. Po zakończeniu nauki początkowo podjął pracę na Uniwersytecie w Kolonii, a następnie objął stanowisko asystenta Instytutu Anatomii przy Uniwersytecie we Frankfurcie nad Menem. W 1936 roku wstąpił do Narodowosocjalistycznej Niemieckiej Partii Robotników (NSDAP) otrzymując legitymację partyjną nr 2733605. 1 stycznia 1940 Spanner objął stanowisko dyrektora Instytutu Anatomii w Gdańsku.

## Sprawa „mydła z ludzi”
Sprawę pseudomedycznych eksperymentów prowadzonych w Instytucie Anatomii w Gdańsku, oraz produkcji mydła z ludzi i preparowania ludzkich skór, badał Międzynarodowy Trybunał Wojskowy w Norymberdze w 1946. Dochodzenie było oparte głównie na zeznaniach Zygmunta Mazura, pomocnika-laboranta podległego Rudolfowi Spannerowi. Mazur zeznał m.in. iż do masy tłuszczowej otrzymywanej w czasie wygotowywania ludzkich zwłok dodawano preparat chemiczny Bilzo, stosowany w procesie wytwarzania mydła nadającego się do mycia i prania. Zeznał też iż mydła używał sam Spanner i inni pracownicy Instytutu Anatomii.
W październiku 2006 Instytut Pamięci Narodowej ostatecznie stwierdził w toku postępowania, prowadzonego od 2000 roku, iż w laboratorium prof. Spannera produkowano z ludzkich zwłok mydło mające cechy użytkowe (nadające się do mycia, prania itd.); w uzasadnieniu IPN stwierdził m.in.:

Udało się zamknąć sprawę niepodważalnym stwierdzeniem, że w Gdańsku czasu wojennego, pod auspicjami prof. Spannera, produkowane było mydło z ludzkich szczątków dla celów użytkowych.

Jak stwierdzili prokuratorzy IPN i badający próbki ekspert z warszawskiego SGGW, prof. dr hab. inż. Andrzej Stołyhwo – procesem naturalnym jest, iż mydło z tłuszczu ludzkiego jest ubocznym procesem przy wygotowywaniu zwłok ludzkich w roztworze wodorotlenku sodu (tzw. soda żrąca) i potasu. Proces ten miał miejsce w Instytucie Anatomii w Gdańsku, gdzie jednak dodawano do tak powstałej masy środki uzdatniające ją do użycia – prof. Stołyhwo w badanym kawałku mydła tzw. brunatnego (sprowadzonego jako nowy dowód rzeczowy w tej sprawie z archiwum Międzynarodowego Trybunału Sprawiedliwości w Hadze) odkrył kaolin, substancję powodującą, że masa powstająca podczas wygotowywania zwłok posiada lepsze właściwości ścierne – nadaje się do zmydlania, mycia i szorowania.

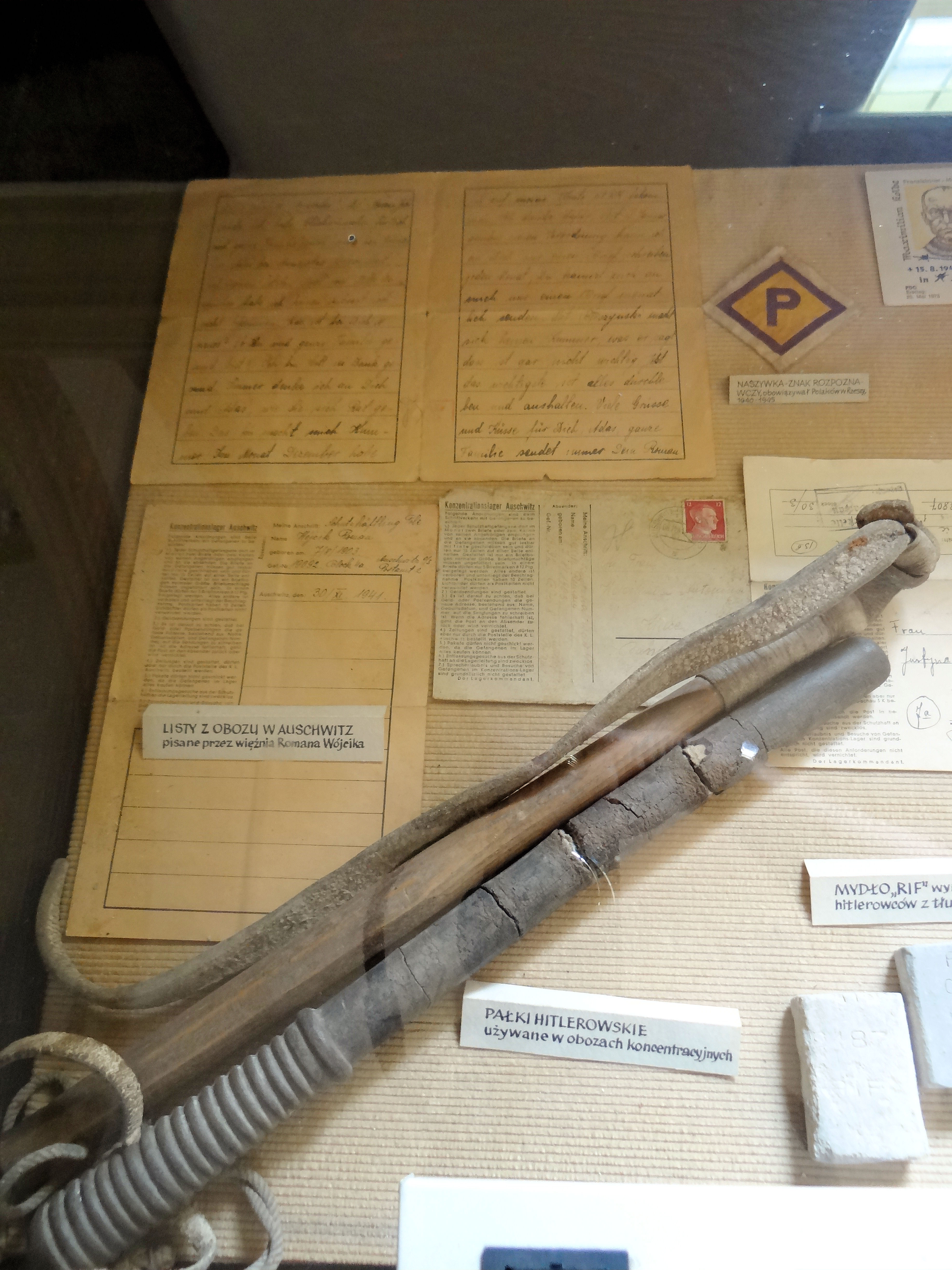
Pałki hitlerowskie używanie w obozach koncentracyjnych do bicia więźniów, po prawej widoczne białe kostki mydła RIF

Jednocześnie IPN stwierdził, iż na terenie Instytutu Anatomii Akademii Medycznej w Gdańsku nie dokonywano ludobójstwa, a zwłoki wykorzystywane do pseudomedycznych eksperymentów przywożono z zewnątrz. Śledztwo IPN i analizy biochemiczne wykazały także brak związku mydła produkowanego w instytucie z rozprowadzanym w czasie wojny innym mydłem oznaczonym literami RIF – w III Rzeszy popularny był dowcip, że skrót RIF na mydle (od Reichsstelle für Industrielle Fettversorgung – Placówka Rzeszy ds. Zaopatrzenia w Tłuszcze Przemysłowe) oznacza „czysty żydowski tłuszcz” (Reines Judenfett), stąd fałszywe przekonanie o tym, że produkowano mydło z ludzi na skalę przemysłową.
Do lata 2005, na budynku prosektorium Instytutu Anatomii Akademii Medycznej w Gdańsku, znajdowała się marmurowa tablica pamiątkowa, umieszczona tam w 1975 r. (druga; poprzednia – pierwsza – tablica wykonana z brązu została skradziona), z napisem:
W tym gmachu faszyści niemieccy w latach II wojny światowej popełnili zbrodnię przeciw ludzkości, używając zwłok więźniów obozu koncentracyjnego Stutthof jako surowca do fabrykacji mydła. Ludzie ludziom zgotowali ten los.
Według Gerharda Oltera, rzecznika mniejszości niemieckiej w Gdańsku, napis ten zawierał zbyt mocne słowa. Związek Mniejszości Niemieckiej w Gdańsku, domagał się jej usunięcia, co wykonano przy okazji remontu budynku w 2005 r.
Po zakończeniu śledztwa przez IPN wydane zostało 20 listopada 2006 orzeczenie, które potwierdzało niepodważalny fakt, iż w Instytucie Anatomii wytwarzano mydło o cechach użytkowych, ale w niewielkiej, laboratoryjnej skali. Nie potwierdzono w nim faktów ludobójstwa i przemysłowego procesu produkcji mydła. W konkluzji śledztwo w tej sprawie zostało umorzone.

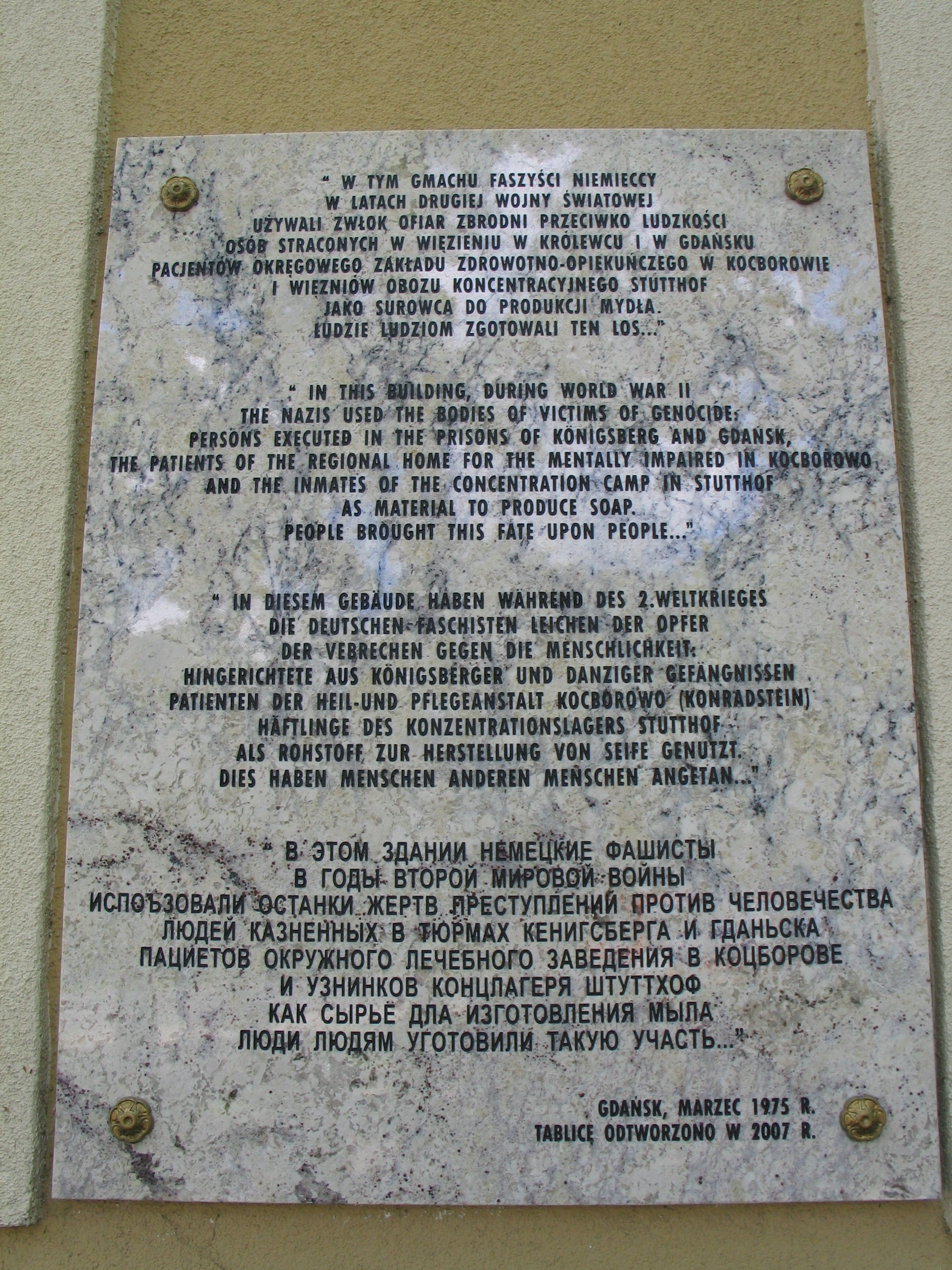
Trzecia tablica upamiętniająca ofiary eksperymentów pseudomedycznych Rudolfa Spannera

Na tej podstawie, 28 czerwca 2007, na ścianie budynku Akademii Medycznej w Gdańsku umieszczono trzecią z kolei tablicę pamiątkową, tym razem z tekstem w czterech językach oraz ze zmienioną treścią napisu informującego:
W tym gmachu faszyści niemieccy w latach II wojny światowej używali zwłok ofiar zbrodni przeciwko ludzkości, osób straconych w więzieniu w Królewcu i Gdańsku, pacjentów okręgowego zakładu zdrowotno-opiekuńczego w Kocborowie i więźniów obozu koncentracyjnego Stutthof jako surowca do produkcji mydła. Ludzie ludziom zgotowali ten los.
W 2006 r. powstał film dokumentalny Mydło z ludzi Mariusza Olbrychowskiego, w którym przedstawiono w sposób całościowy i maksymalnie obiektywny problem „mydła” i prof. Spannera, zgodny ze stanowiskiem IPN-u w tej sprawie.